# Булзешть (комуна)
Булзешть, Булзешті (рум. Bulzești) — комуна у повіті Долж в Румунії. До складу комуни входять такі села (дані про населення за 2002 рік):
- Булзешть (244 особи) — адміністративний центр комуни
- Гура-Ракулуй (317 осіб)
- Инфрециря (223 особи)
- Поєніле (28 осіб)
- Прежой (176 осіб)
- Піску-Лунг (36 осіб)
- Секулешть (394 особи)
- Селіште (284 особи)
- Стойчешть (162 особи)
- Фрецила (85 осіб)

Комуна розташована на відстані 174 км на захід від Бухареста, 23 км на північ від Крайови.

## Населення
За даними перепису населення 2002 року у комуні проживали 1949 осіб, усі — румуни. Усі жителі комуни рідною мовою назвали румунську.
Склад населення комуни за віросповіданням:
| Релігія       | Кількість осіб | Відсоток |
| ------------- | -------------- | -------- |
| православні   | 1920           | 98,5%    |
| лютерани      | 9              | 0,5%     |
| п'ятдесятники | 8              | 0,4%     |
| бретрени      | 6              | 0,3%     |
| баптисти      | 3              | 0,2%     |
| атеїсти       | 1              | 0,1%     |